# Leucauge nicobarica
Leucauge nicobarica là một loài nhện trong họ Tetragnathidae.
Loài này thuộc chi Leucauge. Leucauge nicobarica được miêu tả năm 1891 bởi Thorell.